# Selwyn Edge
Selwyn Francis Edge, född 29 mars 1868 i Concord, New South Wales, död 12 februari 1940 i Eastbourne, East Sussex, var en engelsk motorsportsman och cyklist. Han var den engelska motorsportens grand old man. 
Edge var ursprungligen cyklist, väckte under cykelsportens genombrottsår i England uppmärksamhet genom en färd London–York på 12 timmar och 50 minuter och blev trea i den första tävlingen Bordeaux–Paris 1891.
Edge började sin bana som motorsportsman 1896 genom att på en Panhard-Levassor bli tvåa i tävlingen Paris–Marseille–Paris. Kort före sekelskiftet grundade han tillsammans med Montague Napier den senare världsberömda Napier Motor Company och vann med en av firmans första vagnar Gordon Bennett-tävlingen Paris–Wien 1902 men blev följande år endast femma. Sin kanske främsta prestation som bilförare utförde han augusti 1907 genom att på den ännu ej fullt färdiga Brooklandsbanan på 24 timmar utan avlösning köra över 2 500 km, ett rekord, som slogs först 1925.
Även inom motorbåtssporten hade Edge stora framgångar. Han vann sålunda, på med Napiermotorer utrustade båtar, bland annat Harmsworth Trophy 1903–1904 (1904 frånkändes honom dock segern efter en oberättigad protest), Kaiserpreis vid den första motorregattan under Kieler Woche 1905 och tävlingen Dover–Oostende 1906. Samma år gjorde han en uppmärksammad färd Storbritannien runt på 46 dagar.
Edge utgav My Motoring Reminiscences (1934).